# Bell Buckle
Bell Buckle és una població dels Estats Units a l'estat de Tennessee. Segons el cens del 2000 tenia 391 habitants.

## Demografia
Segons el cens del 2000, Bell Buckle tenia 391 habitants, 167 habitatges, i 105 famílies. La densitat de població era de 314,5 habitants/km².
Dels 167 habitatges en un 25,7% hi vivien nens de menys de 18 anys, en un 50,9% hi vivien parelles casades, en un 9% dones solteres, i en un 37,1% no eren unitats familiars. En el 35,3% dels habitatges hi vivien persones soles el 13,2% de les quals corresponia a persones de 65 anys o més que vivien soles. El nombre mitjà de persones vivint en cada habitatge era de 2,24 i el nombre mitjà de persones que vivien en cada família era de 2,91.
Per edats la població es repartia de la següent manera: un 19,7% tenia menys de 18 anys, un 9,5% entre 18 i 24, un 26,1% entre 25 i 44, un 28,1% de 45 a 60 i un 16,6% 65 anys o més.
L'edat mediana era de 42 anys. Per cada 100 dones de 18 o més anys hi havia 107,9 homes.
La renda mediana per habitatge era de 27.188 $ i la renda mediana per família de 40.000 $. Els homes tenien una renda mediana de 30.417 $ mentre que les dones 15.556 $. La renda per capita de la població era de 16.235 $. Entorn del 8,2% de les famílies i el 15,6% de la població estaven per davall del llindar de pobresa.

## Poblacions més properes
El següent diagrama mostra les poblacions més properes.